# شهرک توب (وایومینگ)
شهرک توب، وایومینگ (به انگلیسی: Tubb Town, Wyoming) یک منطقهٔ مسکونی در ایالات متحده آمریکا است که در وایومینگ واقع شده‌است.